# Емех
Емех — река в России, протекает по Верхотурскому району Свердловской области. Устье реки находится в 7 км по левому берегу реки Шайтанка. Длина реки составляет 25 км.

## Данные водного реестра
По данным государственного водного реестра России относится к Иртышскому бассейновому округу, водохозяйственный участок реки — Тура от истока до впадения реки Тагил, речной подбассейн реки — Тобол. Речной бассейн реки — Иртыш.
Код объекта в государственном водном реестре — 14010501212111200004626.